# Charles van Acker
Charles van Acker (* 14. März 1912 in Brüssel, Belgien; † 31. Mai 1998 in South Bend, Indiana, USA) war ein US-amerikanischer Autorennfahrer belgischer Herkunft.

## Karriere
Van Acker wurde in Belgien geboren, seine Rennkarriere startete er aber in den USA. Zwischen 1946 und 1950 versuchte er jedes Jahr sich für die 500 Meilen von Indianapolis zu qualifizieren. Drei Versuche gelangen, bestes Ergebnis war ein 11. Rang in einem Stevens-Offenhauser 1948. Nach seiner Karriere leitete er eine Rennstrecke in South Bend, Indiana.

## Statistik

### Indy-500-Ergebnisse
| Jahr | Fahrzeug | Start | Qual    | Ergebnis | Runden | Führung | Ausfall |
| ---- | -------- | ----- | ------- | -------- | ------ | ------- | ------- |
| 1946 | 62       | DNQ   |         |          |        |         |         |
| 1947 | 44       | 24    | 195,357 | 29       | 24     | 0       | Unfall  |
| 1948 | 4        | 12    | 201,858 | 11       | 192    | 0       |         |
| 1949 | 10       | 27    | 203,596 | 31       | 10     | 0       | Unfall  |
| 1950 | 29       | DNQ   |         |          |        |         |         |

| Legende  | Legende            | Legende                                                          |
| Farbe    | Abkürzung          | Bedeutung                                                        |
| -------- | ------------------ | ---------------------------------------------------------------- |
| Gold     | –                  | Sieg                                                             |
| Silber   | –                  | 2. Platz                                                         |
| Bronze   | –                  | 3. Platz                                                         |
| Grün     | –                  | Platzierung in den Punkten                                       |
| Blau     | –                  | Klassifiziert außerhalb der Punkteränge                          |
| Violett  | DNF                | Rennen nicht beendet (did not finish)                            |
| Violett  | NC                 | nicht klassifiziert (not classified)                             |
| Rot      | DNQ                | nicht qualifiziert (did not qualify)                             |
| Rot      | DNPQ               | in Vorqualifikation gescheitert (did not pre-qualify)            |
| Schwarz  | DSQ                | disqualifiziert (disqualified)                                   |
| Weiß     | DNS                | nicht am Start (did not start)                                   |
| Weiß     | WD                 | zurückgezogen (withdrawn)                                        |
| Hellblau | PO                 | nur am Training teilgenommen (practiced only)                    |
| Hellblau | TD                 | Freitags-Testfahrer (test driver)                                |
| ohne     | DNP                | nicht am Training teilgenommen (did not practice)                |
| ohne     | INJ                | verletzt oder krank (injured)                                    |
| ohne     | EX                 | ausgeschlossen (excluded)                                        |
| ohne     | DNA                | nicht erschienen (did not arrive)                                |
| ohne     | C                  | Rennen abgesagt (cancelled)                                      |
| ohne     | keine WM-Teilnahme |                                                                  |
| sonstige | P/fett             | Pole-Position                                                    |
| sonstige | 1/2/3/4/5/6/7/8    | Punktplatzierung im Sprint-/Qualifikationsrennen                 |
| sonstige | SR/kursiv          | Schnellste Rennrunde                                             |
| sonstige | *                  | nicht im Ziel, aufgrund der zurückgelegten Distanz aber gewertet |
| sonstige | ()                 | Streichresultate                                                 |
| sonstige | unterstrichen      | Führender in der Gesamtwertung                                   |